# Лесняковізна
Лесняковізна (пол. Leśniakowizna) — село в Польщі, у гміні Воломін Воломінського повіту Мазовецького воєводства.
Населення — 465 осіб (2011).
У 1975-1998 роках село належало до Варшавського воєводства.

## Демографія
Демографічна структура станом на 31 березня 2011 року:
|          | Загалом | Допрацездатний вік | Працездатний вік | Постпрацездатний вік |
| -------- | ------- | ------------------ | ---------------- | -------------------- |
| Чоловіки | 223     | 50                 | 158              | 15                   |
| Жінки    | 242     | 66                 | 137              | 39                   |
| Разом    | 465     | 116                | 295              | 54                   |